# Élisée Bastard
Élisée Bastard, né le 20 janvier 1871 à Bornel et mort le 4 janvier 1957 à Bourganeuf, est un boucher, ouvrier polisseur et militant anarchiste français. Acquitté du procès des Trente, il s'agit d'une figure notable des cercles anarchistes des années 1890 en France, en particulier dans les banlieues nord de Paris et à Saint-Denis.
Né dans une famille ouvrière et anarchiste, Bastard rejoint le mouvement à la fin de son adolescence, commençant à se lier avec d'autres anarchistes de Saint-Denis, comme Philogone Segard ou Charles 'Biscuit' Simon. Il entreprend un certain nombre d'actions, fuit les autorités à plusieurs reprises et est arrêté fréquemment par la police française, avant d'être mis en cause dans le procès des Trente, un procès politique visant le mouvement anarchiste en France - dont il ressort acquitté. Bastard poursuit son militantisme anarchiste dans les années suivantes, s'enrichit et meurt en 1957.
Sa photographie policière fait partie des collections du Metropolitan Museum of Art (MET).

## Biographie

### Naissance et jeunesse
Élisée Joseph Michel Bastard naît le 20 janvier 1871 à Bornel dans l'Oise. Il est fils de Louise Adelaïde Michel et de l'ouvrier polisseur Joseph Bastard, lui-même militant anarchiste. Ses parents s'installent alors à Saint-Denis, où Bastard grandit.

### Militantisme anarchiste

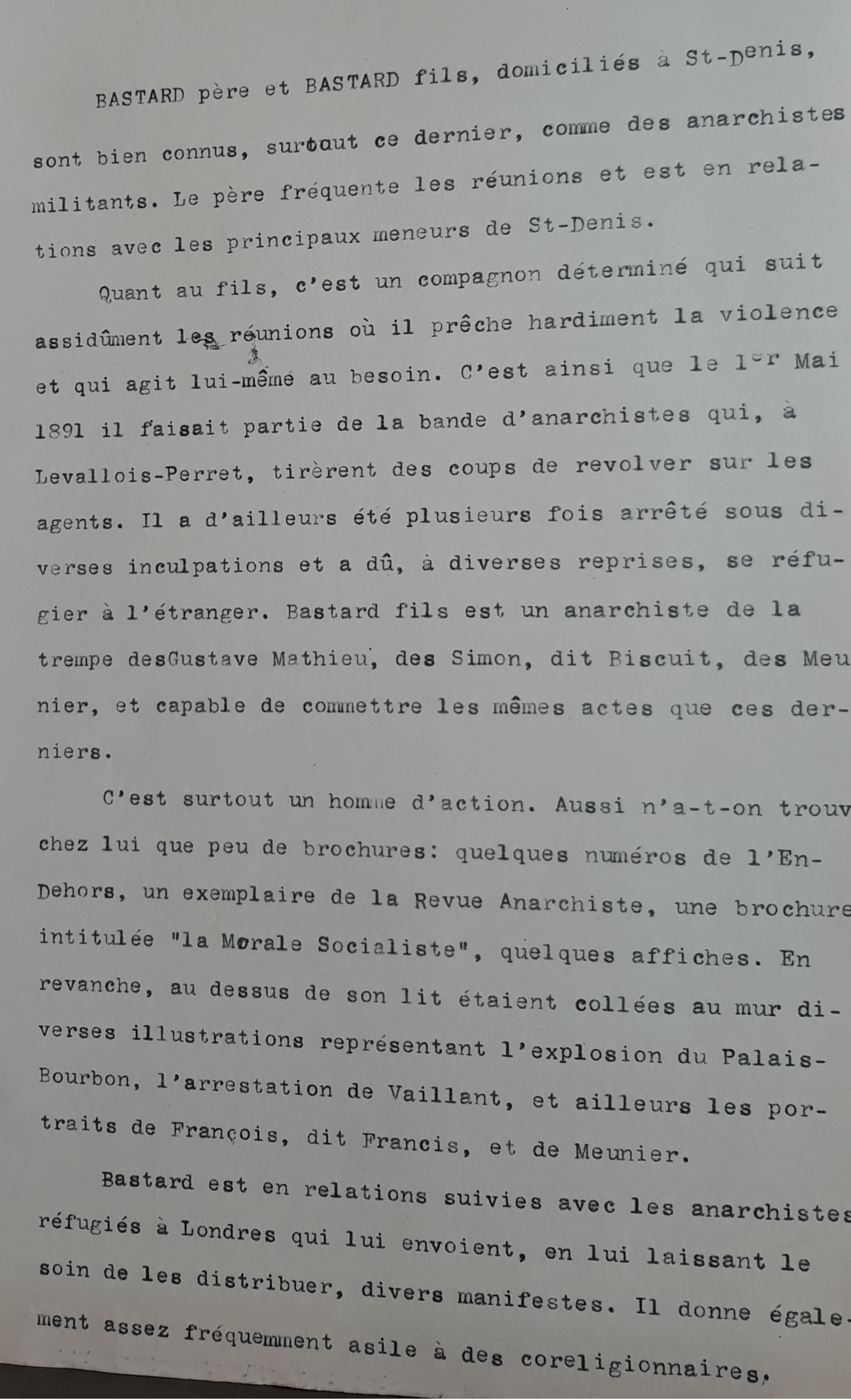
Rapport sur Élisée Bastard et son père, Joseph (Archives de la préfecture de police de Paris - courtoisie dArchives anarchistes) (1894)

Le 24 mai 1889, il est condamné à six jours de prison pour avoir volé un steak de bœuf à son patron - alors qu'il travaille comme boucher. Il est fiché par les autorités dès le début des années 1890 comme un anarchiste très militant des groupes de Saint-Denis, ; des groupes marqués par une population jeune et ouvrière et relativement radicaux, défendant des idées comme la reprise individuelle ou la propagande par le fait. Selon Constance Bantman, la famille Bastard - qui habite dans la même rue que d'autres militants anarchistes, à l'instar de David Altérant, est alors une famille partageant ses idées anarchistes autour d'elle.
Il est arrêté en février 1891 avec Nestor Ferrière, François Collion, Henry Decamps, Charles Galau, François Pernin et Arthur Voyez pour s'être opposé à un tirage au sort destiné au service militaire à Saint-Denis. Leur groupe aurait crié « À bas la patrie ! Vive l'anarchie ! » et tous sont acquittés sauf Decamps, condamné à quinze jours de prison.
Il est lié à Philogone Segard et participe à l'affaire de Clichy, où il aurait tiré sur les policiers, selon le témoignage de l'informateur X2,. Bastard parvient ensuite à s'enfuir, passer par la Belgique, puis rejoindre Londres où il se réfugie un temps et retrouve son père, aussi exilé,. En octobre de la même année, l'anarchiste est de retour en France, loge chez le compagnon Émile Hamelin, dit 'Le Petit Chat' à Reims, puis revient à Saint-Denis, où il reconstitue le groupe anarchiste de la ville avec Segard et Dutheil,,.
Lui-même ne se présente pas à son tirage au sort et va manifester une nouvelle fois, en février 1892, contre le tirage au sort à Saint-Denis. Il est arrêté une nouvelle fois pour avoir protesté contre l'arrestation d'un anarchiste distribuant des numéros du journal Le Conscrit, avant d'être remis en liberté. Suite au vol de Soisy, où des anarchistes de Saint-Denis s'emparent de la dynamite qui servira à Ravachol pour ses attentats, il est perquisitionné, sans succès pour les autorités.

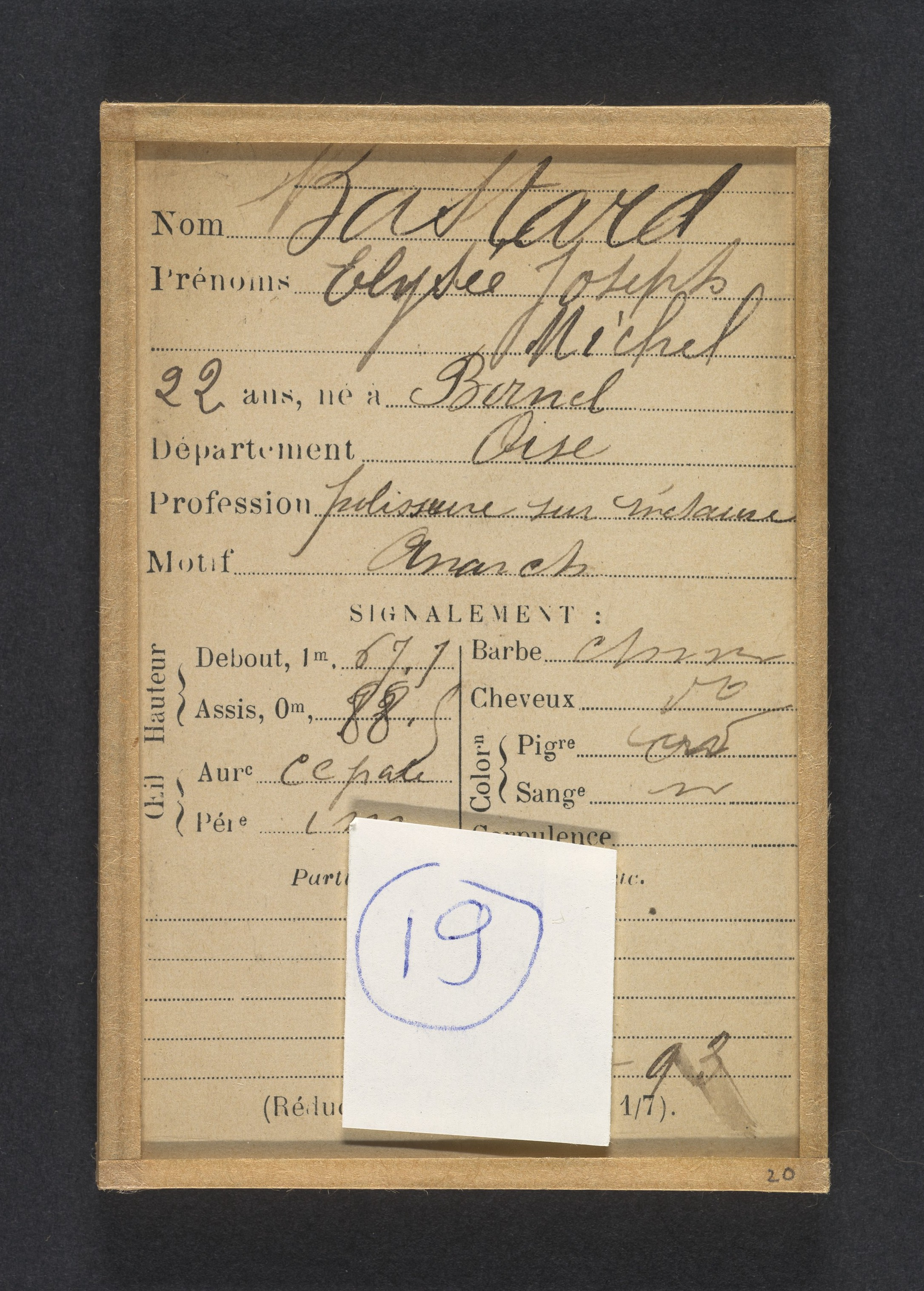
Fiche d'identification d'Élisée Bastard par Alphonse Bertillon

Bastard rejoint Londres une nouvelle fois, aidant le frère de Decamps, qui est déserteur, à fuir la France - puis, fin mars 1892, alors qu'il est de retour à Paris, est arrêté par la police pour ses liens avec Ravachol et Charles 'Biscuit' Simon, étant suspecté d'être l'auteur principal de l'attentat de la caserne Lobau ; une attaque menée par d'autres anarchistes n'ayant rien à voir avec lui. Les autorités le suspectent aussi d'un vol à Nantes. Il dit ne connaître Ravachol que de vue, soutient sans doute pouvoir le reconnaître mais ne pas être un de ses proches - il admet connaître et défend par contre Simon en déclarant qu'il s'agit d'un pauvre jeune homme dont il espère sa libération. Bastard est remis en liberté après avoir pu prouver ne pas être lié à ces affaires - mais est renvoyé de l'usine Hotchkiss où il travaille par son patron.
L'anarchiste rejoint ensuite Désiré Pauwels pendant son exil, travaille un temps vers Nancy, puis rentre à Saint-Denis, où il participe à la campagne destinée à aider Jean-Baptiste Foret, anarchiste condamné à mort.
Au début de l'année 1893, X2 recommande de le faire surveiller de manière importante avec Philogone Segard, les considérant tous deux comme des anarchistes très dangereux et au courant d'un certain nombre de projets d'attentats ou d'actions - ils seraient toujours armés, répandraient de fausses rumeurs sur leurs agissements, et se déplaceraient de manière erratique.
En août de cette même année, il est candidat anarchiste abstentionniste pour les législatives, contre Maurice Barrès, candidat boulangiste ayant une grande influence sur l'extrême droite en France. Bastard se déplace alors avec des compagnons pour aller coller des affiches anarchistes dans les environs de l'hôtel particulier où réside Barrès ; celui-ci leur envoie ses serviteurs pour arracher les affiches, et ils sont frappés par les anarchistes. Le politicien d'extrême droite décide alors de porter plainte contre eux, qui sont arrêtés, et les accuse d'avoir voulu piller son hôtel particulier. Le groupe n'écope que de peines légères, Bastard étant condamné à six jours de prison et cinquante francs d'amende pour coups et blessures.
Il soutient l'attentat de la rue des Bons Enfants et Pauli Pallas lors d'une réunion anarchiste en octobre 1893 et critique les indicateurs de la police se trouvant dans la pièce, en leur conseillant d'arrêter ce métier et de devenir des travailleurs au plus vite. En décembre de la même année, il soutient Léon Léauthier et fait la défense des actions de Ravachol.
Bastard est visé pendant la répression de janvier et février 1894 avec son père, les deux étant arrêtés et perquisitionnés. La police trouve des numéros de l'Endehors, des illustrations de l'attentat de l'Assemblée nationale, l'arrestation d'Auguste Vaillant et des portraits de Jean-Pierre François et Théodule Meunier, chez lui.

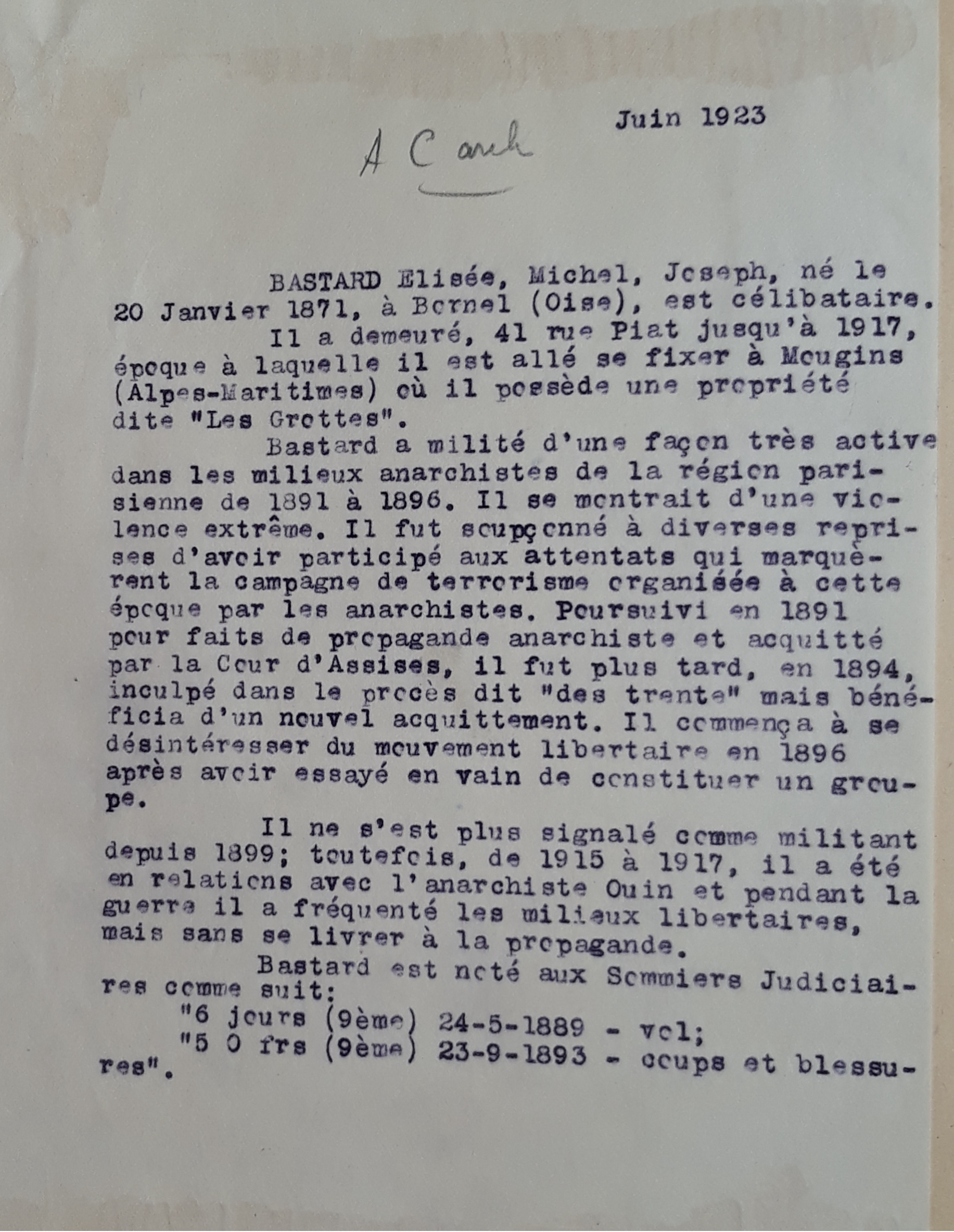
Rapport sur Bastard en 1923, revenant sur son militantisme (Archives de la préfecture de police de Paris - courtoisie dArchives anarchistes)

L'anarchiste côtoie Rudolf Rocker pendant cette période, qui le décrit comme :

« L’un des orateurs anarchistes les plus connus de cette période et un excellent camarade. »

Suite aux attentats du 20 février 1894 probablement commis par Désiré Pauwels, qu'il connaît, la police le recherche et tente de l'arrêter, mais n'y parvient pas. Il laisse chez lui une note où il écrit : « J’ai le regret de ne pouvoir rester à la maison pour vous recevoir comme vous le mériter, mais ma maîtresse, Liberté, me réclame ailleurs ». Bastard est arrêté le lendemain dans le débit de boissons de Louis Duprat. Il n'est pas reconnu par les témoins de l'attentat.
Bastard est ensuite visé par le procès des Trente, un procès politique mélangeant des figures de l'anarchisme en France avec des illégalistes, destiné à faire condamner les accusés anarchistes comme faisant partie d'un complot ou d'une conspiration commune. Comme la presque totalité des accusés, il est acquitté par le jury.

### Dernières années et mort
L'anarchiste passe ensuite au Royaume-Uni, à Londres, puis revient en France. En 1913, la police le remarque en Normandie, dans les environs de Rouen - il est devenu riche et a pu acheter plusieurs propriétés, dont une villa. Cependant, il reste fiché comme anarchiste convaincu et chercherait à entreprendre des actions de propagande contre l'armée. En 1917, alors qu'il se trouve à Mougins avec son épouse, Gabrielle Marie Lemaire, il est encore signalé comme abonné à un journal communiste et comme anarchiste convaincu.
Il meurt le 4 janvier 1957 à Bourganeuf.

## Postérité

### Photographie policière
Sa photographie policière fait partie des collections du Metropolitan Museum of Art (MET).